# Delia Akeley
Delia Akeley, född 5 december 1869 i Beaver Dam i Wisconsin, död 22 maj 1970 i Daytona Beach i Florida, var en amerikansk äventyrare.  
Nedslagskratern Akeley på planeten Venus är uppkallad efter henne.